# Pompignan, Gard
Pompignan là một xã trong vùng Occitanie. Xã Pompignan, Gard nằm ở khu vực có độ cao trung bình 193 mét trên mực nước biển.